# Le Principe de l'arche de Noé
Pour plus de détails, voir Fiche technique et Distribution.
Le Principe de l'arche de Noé (Das Arche Noah Prinzip) est un film ouest-allemand écrit et réalisé par Roland Emmerich et sorti en 1984. Il s'agit du premier long métrage du réalisateur, dans le cadre de ses études au sein de Hochschule für Fernsehen und Film München.

## Synopsis
En 1997, la plupart des armes classiques de destruction massive ont été abandonnées. Toutefois, en orbite autour de la Terre, il y a une station spatiale Floride Arklab, capable de contrôler la météo à n'importe quel endroit sur la planète. Un projet de civils par nature, mais qui pourrait être utilisé comme une arme offensive, en créant des catastrophes naturelles comme les tempêtes ou les inondations.

## Fiche technique
Sauf indication contraire, les informations mentionnées dans cette section peuvent être confirmées par la base de données cinématographiques IMDb,  présente dans la section « Liens externes ».
- Titre original : Das Arche Noah Prinzip
- Titre français : Le Principe de l'arche de Noé ou Danger maximal en Belgique
- Titre anglophone : The Noah's Ark Principle
- Réalisation et scénario : Roland Emmerich
- Direction artistique : Matthias Kammermeier et Sebastian Stadler
- Décors : Annette Deiters et Roger Katholing
- Costumes : Matthias Heller et Dorota Mazurkiewics
- Photographie : Egon Werdin
- Montage : Tomy Wigand
- Musique : Hubert Bartholomae
- Production : Wolfgang Längsfeld, Hans Weth et Peter Zenk

Coproducteurs : Bernd Eichinger et Roland Emmerich
- Sociétés de production : Centropolis Film Productions, Hochschule für Fernsehen und Film München, Maran Film, Solaris Film et Süddeutscher Rundfunk
- Société de distribution : Filmverlag der Autoren (Allemagne)
- Budget : 1,2 million de Deutsche Mark
- Pays de production :  Allemagne de l'Ouest
- Langue originale : allemand
- Format : couleur - 2.35:1 - 35 mm (Techniscope)
- Genre : science-fiction
- Durée : 100 minutes
- Dates de sortie[1] : 
  - Allemagne de l'Ouest : 22 février 1984 (Berlinale 1984)
  - Allemagne de l'Ouest : 24 février 1984

## Distribution
- Franz Buchrieser : Max Marek
- Richy Müller : Billy Hayes
- Aviva Joel : Eva Thompson
- Matthias Fuchs : Felix Kronenberg
- Nicolas Lansky : Gregor Vandenberg

## Production
Il s'agit du premier long métrage de Roland Emmerich et son film de fin d'étude à la Hochschule für Fernsehen und Film München. À l'époque, c'était le film d'étude allemand le plus cher à avoir été produit.
Le tournage a eu lieu dans le Bade-Wurtemberg, notamment à Maichingen et Böblingen.